# Emanuel Löffler
Emanuel Löffler (29. prosince 1901, Meziříčko - 5. srpna 1986, Praha) byl český a československý gymnasta, olympionik, který získal dvě stříbrné a jednu bronzovou medaili z Olympijských her. V Amsterdamu 1928 získal stříbro za přeskok koně našíř a v soutěži družstev, zároveň bronz za sestavu na kruzích. Na následujících hrách v Los Angeles měl patřit k favoritům, avšak nesehnalo se dost peněz a do zámoří tak nakonec neodcestoval. Zúčastnil se znovu až olympiády v Berlíně roku 1936, avšak těsně před hrami si natrhl ramenní sval. Přesto soutěžil a podílel se na 4. místě československého družstva. Měl rovněž tři tituly mistra světa, roku 1930 zvítězil na kruzích a zlato získal i v soutěži družstev. Třetí zlato získal rovněž s týmem, na šampionátu v Praze roku 1938. V letech 1931 až 1933 též dva roky působil ve Spojených státech amerických jako cvičitel tamní sokolské župy. Civilním povoláním byl nejprve listonošem a později úředníkem vinohradské spořitelny. Po druhé světové válce se věnoval trénování mládeže.